# Teatro Alberdi (Tucumán)
El Teatro Alberdi es un teatro de la ciudad de San Miguel de Tucumán, inaugurado en 1912. Es, junto al Teatro San Martín, unos de los dos más importantes y reconocidos de Tucumán.

## Historia del teatro
La Ordenanza del Concejo  autorizó a construir un Teatro en Tucumán con todos los adelantos que la ciencia moderna. Así nació este edificio construido por Nicolás Ferraro y encargándose al escultor Juan Bautista Finocchiaro.

## El edificio
Cubre 3.260 metros cuadrados distribuidos en seis niveles, un sótano y cinco plantas y tiene capacidad para más de setecientas personas sentadas. Sus fachadas están revestidas en símil piedra París y presenta un estilo académico francés, aunando ciertas características italianas, como las balaustradas de los balcones.
El teatro Alberdi por adentro es mampostería y estructura metálica de perfiles normalizados, palcos volados, columnas con canelas y una sobria decoración barroca.

## Remodelación del teatro y crecimiento del teatro
Medio siglo más tarde fue comprado por la Universidad Nacional de Tucumán por escritura pública número 664 del 10 de octubre de 1961, siendo rector el ingeniero Eugenio Flavio Virla. Comenzó entonces una difícil tarea de rescatar de la destrucción por descuido y abandono uno de los coliseos líricos más importante del país. Sin embargo su estado general hizo imposible mantenerlo abierto. El herrumbre y la destrucción afectaban a las estructuras y bases de las columnas de hierro, cernía amenazas de demolición. 
Tras un esfuerzo de varios años, como homenaje al 52.º Aniversario de la Fundación de la Universidad, el 24 de mayo de 1989 el Rector Rodolfo Martín Campero abrió las puertas del teatro, totalmente restaurado.[cita requerida] El director técnico de las obras de reparación y restauración del Teatro Alberdi fue el arquitecto Jorge de Lassaletta. El escultor Mario Moyano fue encargado de reproducir los motivos de los mascarones, escudos, frisos y rosetones que el tiempo había destruido y que hoy vemos tal como lucían hace un siglo.
En 1999, el rector contador Mario Marigliano y el por entonces director del Teatro el arquitecto Ricardo Salim, inauguraron  en el espacio que ocupaba el hall de entrada, la Sala de Cámara, con una capacidad de 72 butacas, destinada a espectáculos más intimistas.
A fines del año 2000, por iniciativa de las autoridades Universidad Nacional de Tucumán y con la Dirección de Carlos Alsina, se instalaron los primeros equipos de aire acondicionado y calefacción. Y a partir del año 2001 es cuando definitivamente se colocaron en todo el teatro.
Además se mejoraron los sistemas y alarmas contra incendio y se instaló nuevos equipos de iluminación y sonido de alta tecnología. También se instalaron barrales en la parrilla para favorecer las posibilidades de generar efectos lumínicos de mayor belleza.
- Datos: Q6139581